# Sárvásári református templom

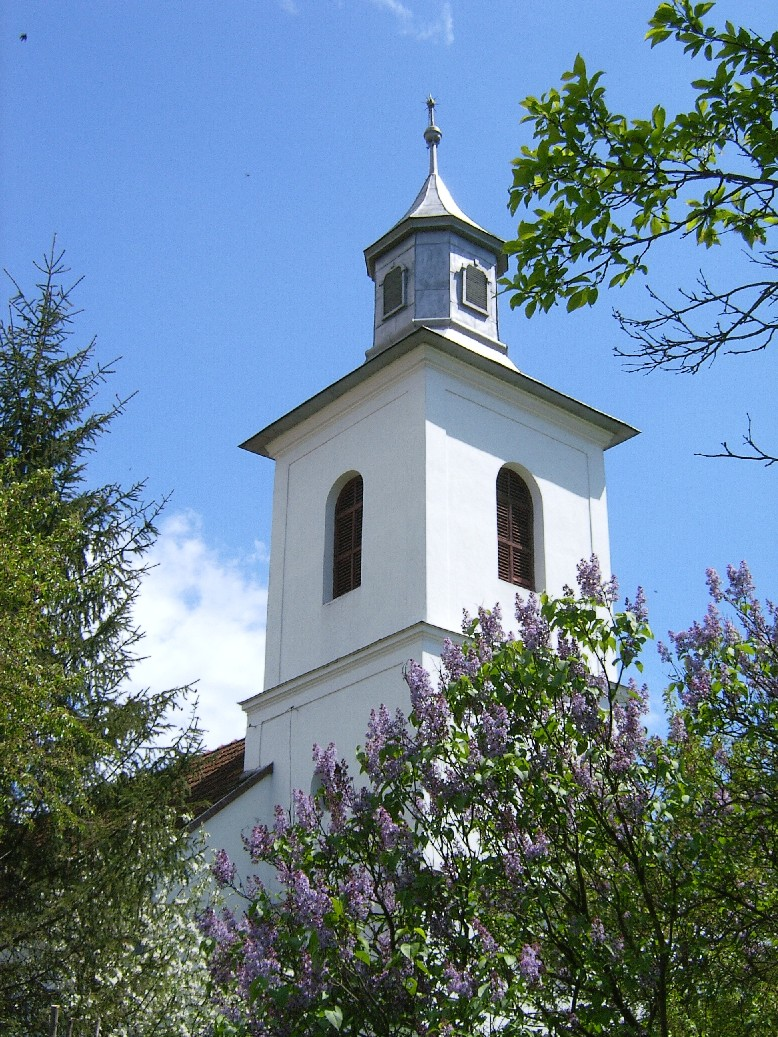
Sárvásár

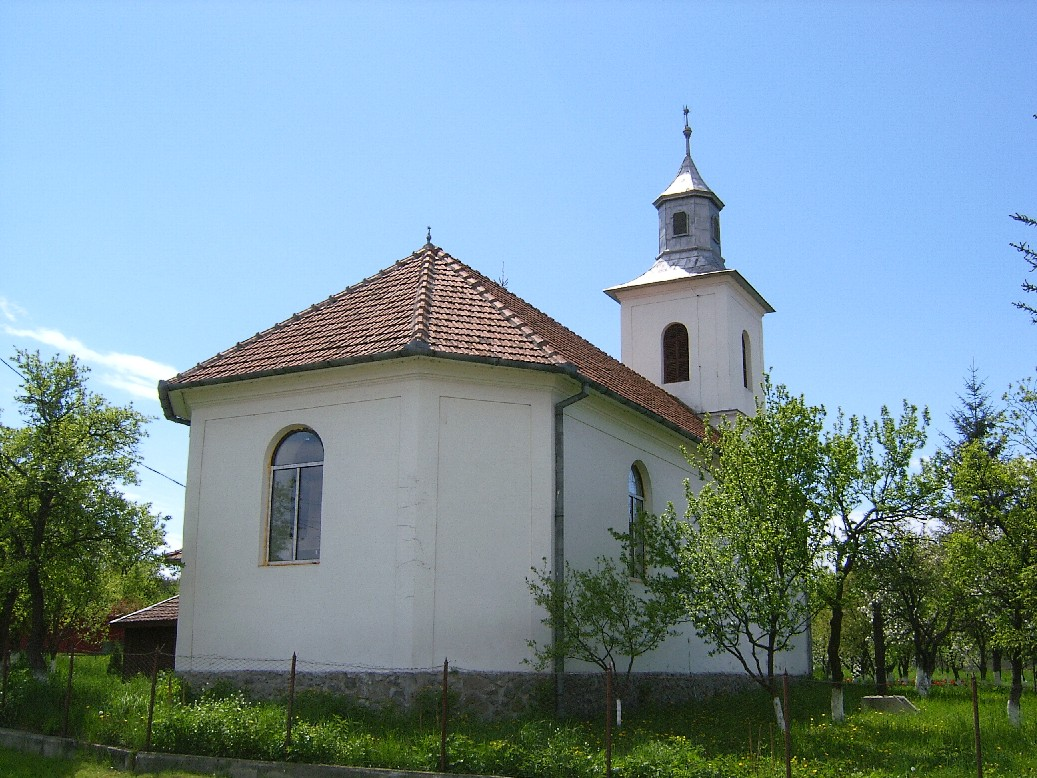
Sárvásár református temploma

Sárvásárt 1219-ben említik először a források, villa Shulusth néven, majd az 1391-ből származó okiratokban már királyi birtokként szerepel, Salwasara néven. 1461-től Bánffy birtok.

## Története és leírása
Középkori temploma és plébániája volt. A régi torony nélküli templom egyenes záródású szentélye támpillérekkel volt erősítve. Köríves ablakai, diadalíve a tatárjárás előtti időkre utaltak.
Középkori templomát, 1834-ben tűzvész pusztította el és 1835-ben emeltek új templomot helyébe, bár nem pontosan ugyanoda. Az építkezés során a régi vakolat alatt festett szentképeket és görög betűs feliratokat találtak.
A mai templomban látható a régi templomból átmentett festett kazetta töredéke.
A torony északi falában egy feketére festett római kori faragott dombormű került beépítésre.

## Külső hivatkozások
- Kalotaszeg honlapja - kalotaNET